# Максим Цицимбакос
Максим (на гръцки: Μάξιμος) е гръцки духовник, солунски и димитриадски митрополит на гръцката старостилна Църква на истинно-православните християни на Гърция (Синод на Хрисостом) от 1998 до 2015 година.

## Биография
Роден e на 11/24 май 1933 година в Атина, Гърция, със светското име Спиридон Анастасиу Цицимбакос (Σπυρίδων Ἀναστασίου Τσιτσιμπάκος). Семейството му принадлежи към гръцката старостилна църква на митрополит Хрисостом. В 1950 година Спиридон Цицимбакос постъпва в старостилния манастир „Света Богородица Достойно ест“ във Варимбомби, в който приема велика схима под името Максим. В 1961 година епископ Акакий Талантски, председател на Синода на ЦИПХГ ръкополага схимонах Максим за йеродякон и йеромонах. Максим живее в старостилния манастир „Покров Богородичен“ в Кератеа, Атика. Служи като свещеник освен в манастира и в енориите „Света Троица“ във Вотаникос, „Преображение Господне“ в Кипсели, „Свети Безсребреници“, в Неа Еритрея, както и в американските общини на ЦИПХГ „Свети Безсребреници“ в Чикаго и „Покров Богородичен“ в Бостън. От 1977 година до началото на 1978 година е игумен на манастира.
В 1979 година архимандрит Максим поддържа разделението в Синода на ЦИПХГ, дело на митрополит Калист Коринтски, вследствие на което се образува така нареченият Калистовски синод на ЦИПХГ. В Калистовския синод през февруари 1979 година Максим е ръкоположен за магнезийски епископ с катедра във Волос. В 1982 година епископ Максим се връща в Леринския синод на ЦИПХГ и е приет в архиерейско звание.  Скоро му е дадена титлата кефалонийски митрополит, а по-късно димитриадски и магнезийски митрополит. Максим е третият старостилен митрополит във Волос след разкола от 1924 година след Герман Димитриадски и Хрисостом Магнезийски. Във Волос Максим поставя основите на катедралната църква „Успение Богородично“.
В 1995 година е назначен за наместник на Солунската митрополия, а в 1998 година е утвърден като солунски и димитриадски митрополит с диоцез обхващащ Централна и Западна Македония и Тесалия. Член е на синодалната комисия по догматичните и каноничните въпроси.
През септември 2015 година поради влошено здраве и лошо изпълнение на задълженията си Светият синод го уволнява и митрополит Максим излиза на покой.